# MSN Games
MSN Games (también conocido como Zone.com - formalmente conocido como El Pueblo, Internet Gaming Zone, MSN Gaming Zone y MSN Games by Zone.com) es uno de los sitios de juego en línea creado principalmente para unir conexiones entre juegos, también fue creado para juegos en línea de un solo jugador y multijugador. Existen en el sitio juegos con versión en línea gratis, versiones de prueba y versiones pay-2-play (pagar para jugar). Gaming Zone incluye juegos web o descargables para una computadora personal o teléfonos móviles. Los juegos multijugador requieren una conexión de internet o conectividad de teléfonos móviles y acceso a una cuenta de Windows Live Messenger.
Los numerosos juegos de varios jugadores que están disponibles fomenta un sentido de comunidad como jugadores interactúan en salas de juegos en línea o grupos de presión, jugando juegos usando Windows Live Messenger y mientras que en sus teléfonos celulares al reproducir las versiones de Windows Mobile de los juegos.
MSN Games es un sitio de miembros del portal MSN y parte de Microsoft corporation, con sede en Redmond WA.

## Historia
La primera versión del sitio, que entonces se llamaba "The Village", fue fundada por Kevin Binkley, Ted Griggs y Hoon IM. En 1996, Steve Murch, entonces un empleado de Microsoft, convencida a Bill Gates para adquirir el pequeño sitio de juego en línea y, a continuación, propiedad de Electric Gravity. El sitio fue renombrado a "Internet Gaming Zone" ("Zona de juegos de Internet") y se inició en 1996.

## Competidores
El primer competidor de la zona fue Games.com de AOL, así como Heat.net de Sega. Hoy en día, el sitio compite con otros sitios de libre-juego similares, como Yahoo! Games y Pogo.com.